# Ceroplesis elgonensis
Ceroplesis elgonensis là một loài bọ cánh cứng trong họ Cerambycidae.